# Broskovvejen
Broskovvejen er en oldtidsvej nordvest for Præstø.  Vejen har flere faser, med den ældste anlagt i yngre romersk jernalder. Den yngste fase af vejen dateres til middelalder og det samme gør de hulveje, som leder hen til Broskovvejen.
Vejen er et fornemt eksempel på vejbyggeriet i jernalder, der begrænsede sig til eng- og vådområder.  